# Per Oscarsson
Per Oscarsson (Stoccolma, 28 gennaio 1927 – Skara, 31 dicembre 2010) è stato un attore svedese.
Nel 1966 ha vinto il premio per il miglior attore al Festival di Cannes per Fame.

## Biografia
Oscarsson è principalmente conosciuto per il ruolo di Pontus, uno scrittore spiantato, nel film Fame (1966), un dramma di realismo sociale tratto dall'omonimo romanzo di Knut Hamsun, un ruolo per il quale vinse nel 1966 il premio Bodil come miglior attore protagonista e il Prix d'interprétation masculine al Festival di Cannes
Tra i suoi ultimi ruoli cinematografici, quello dell'avvocato Holger Palmgren, tutore del personaggio di Lisbeth Salander, nei film La ragazza che giocava con il fuoco (2009) e La regina dei castelli di carta (2009), tratti dai celebri romanzi di Stieg Larsson.
Oscarsson e sua moglie Kia Östling morirono la notte del 31 dicembre 2010 nell'incendio della loro casa nei pressi di Skara, località svedese sita nella Contea di Västra Götaland.
Aveva un fratello gemello, Björn.

## Filmografia parziale

### Cinema
- Leva på Hoppet, regia di Göran Gentele (1951)
- Ljuvlig är sommarnatten, regia di Arne Mattsson (1961)
- Fame (Sult), regia di Henning Carlsen (1966)
- Anghingò (Ole dole doff), regia di Jan Troell (1968)
- Sull'orlo della paura (A Dandy in Aspic), regia di Anthony Mann (1968)
- Doctor Glas (Doktor Glas), regia di Mai Zetterling (1968)
- La tana (La madriguera), regia di Carlos Saura (1969)
- Love Is War, regia di Ragnar Lasse Henriksen (1970)
- L'ultima valle (The Last Valley), regia di James Clavell (1971)
- L'assassino arriva sempre alle 10 (The Night Visitor), regia di László Benedek (1971)
- Champagne per due dopo il funerale (Endless Night), regia di Sidney Gilliat (1972)
- Il bunker (The Blockhouse), regia di Clive Rees (1973)
- Le avventure di Picasso (Picassos äventyr), regia di Tage Danielsson (1978)
- Montenegro tango o perle e porci (Montenegro), regia di Dušan Makavejev (1981)
- Ronja Rövardotter, regia di Tage Danielsson (1984)
- La lunga estate di Otto (Ti kniver i hjerte), regia di Marius Holst (1984)
- Änglagård, regia di Colin Nutley (1992)
- Midsommer, regia di Carsten Myllerup (2003)
- La ragazza che giocava con il fuoco (Flickan som lekte med elden), regia di Daniel Alfredson (2009)

### Televisione
- ABC Stage 67 – serie TV, episodio 1x10 (1966)

## Doppiatori italiani
Nelle versioni in italiano delle opere in cui ha recitato, Per Oscarsson è stato doppiato da:
- Sergio Tedesco in L'ultima valle
- Sergio Fiorentini in La ragazza che giocava con il fuoco

## Premi e riconoscimenti
Guldbagge - 1967
Miglior attore - Fame